# شائك (فلم 2021)
شائك (بالإنجليزية: Spiked) فيلم دراما، وجريمة، وإثارة أمريكي لعام 2021، من إخراج وتأليف جوان مارتينيز فيرا. الفيلم من بطولة ايدان كوين، وديردري لوفجوي، ويندي ماكينا. يعرض الفيلم الحال عندما يهز مقتل عامل مهاجر بلدة حدودية في الجنوب الغربي حتى صميمها، يؤدي الخلاف بين مالك صحيفة محلية وقائد الشرطة إلى طمس الحقيقة وإلى معركة قذرة من أجل العدالة. صدر الفيلم في الولايات المتحدة في 26 مارس 2021.

## طاقم التمثيل
ايدان كوين: في دور جون ويلسون
ديردري لوفجوي: في دور شيف كولينز
ويندي ماكينا: في دور مارغاريت
داناي جارسيا: في دور ليفيتا
كريستوفر ريتش: في دور د. ماثيوز
كارلوس غوميز: في دور مايك
سال لوبيز: في دور جوزيه
لوفينسكي جان بابتيست: في دور ريكي
كاسلين روز: في دور مراسل
شون ديلينجهام: في دور تشاك
العدل لي: في دور مراسل مهاجر
كريستوفر بوستوس: في دور فيديريكو
باركلي هاربر: في دور سامي
مارك سبينو: في دور د. تيم روس
والتر بيلينكي: في دور برادفورد

## ملخص أحداث الفيلم
تتابع القصة جون ويلسون (ايدان كوين)، ناشر صحيفة في بلدة حدودية صغيرة بين الولايات المتحدة والمكسيك يندد بإساءة استخدام السلطة من سلطات إنفاذ القانون المحلية. كان ويلسون مستمراً في ذلك منذ سنوات وقد صنع كثيراً من الأعداء. تقع حادثة سيارة، ويسقط العامل المهاجر، وتحضر قوة الشرطة ممثلة في اثنين، وبطريق الخطأ يدهم أحدهم المصاب الطريح أرضاً ليقتله، وهو حادث لا ترغب الشرطة في القيام بأي شيء حياله. يتحمل ناشر الصحيفة وفريقه محنة الأسرة والمجتمع للعثور على المسؤولين عن الحادث، وتقديمهم للعدالة. تحبط الشرطة جهود البحث عن المسئولين، ويبدو أن الشرطة لديها أجندتها الخاصة بها. تتصاعد الأمور عندما يصاب جون لمرض غامض يهدد حياته وتحقيقاته.

## الإنتاج والإصدار
تم التصوير الرئيسي بالقرب من توكسون، أريزونا في أغسطس وسبتمبر من عام 2019. قال المخرج جوان فيرا: «ما أود أن يعرفه الناس هو أنه على الرغم من أن هذه القصة تستند إلى أحداث وقعت قبل 20 عامًا، إلا أنها لا تزال ذات صلة كبيرة بحياتنا اليوم... من وحشية الشرطة إلى القضايا الحدودية التي يصورها الفيلم، لا تزال تحدث أشياء مماثلة وأعتقد في نهاية اليوم أن إحدى رسائل الفيلم هي أننا، كمواطنين، يتعين علينا مراقبة تطبيق القانون وأن نكون مسؤولين عن ماذا يحدث للأشخاص في مجتمعاتنا... وآمل أن تلتقط العائلات والأفراد رسالة الفيلم وأن يتبنوا دعوته إلى العمل».
قال منتج الفيلم بير ميليتا: «اجبرت على هذا العمل بسبب مزيجه من الدراما والكوميديا والإثارة الإجرامية التي تعمل معًا بطريقة شيقة وغير عادية لدعم المواضيع الشاملة للقصة».
حصلت شركة جرافيتاس فينتشار على حقوق توزيع الفيلم في أمريكا الشمالية في فبراير 2021. صدر الفيلم على قنوات «فيديو حسب الطلب» مثل أمازون، وأبل، وفيميو في 26 مارس 2021.

## استقبال الفيلم
كتب ريتشارد حداد من «نافاجي هوبو اوبزيرفار» في  19 فبراير 2021: «اشتهر بطل الفيلم إيدان كوين بدوره في مسلسل» الابتدائية«على شبكة سي بي إس. يقدم أداءً رائعًا مثل شخصية جون ويلسون، وهي شخصية مستوحاة من أحداث الحياة الواقعية المحيطة بناشر الصحف في ولاية أريزونا جوزيف سولدويدل. ساعدت تجربة سولدويدل في محاربة الظلم بصفته صحفيًا قديمًا في إضفاء المصداقية على الفيلم، كما أن دعمه المالي أدى إلى ميلاد المشروع. عمل سولدويدل وابنه بريت كمنتجين تنفيذيين للفيلم».
كتب أليكس بيلينجتون على موقع «فرست شوينج First Showing» في 23 مارس 2021: «تبدو دراما قوية عن كفاح العديد من المهاجرين هذه الأيام».

## روابط خارجية
- مقالات تستعمل روابط فنية بلا صلة مع ويكي بيانات